# Lake Burley Griffin
Der Lake Burley Griffin ist ein Stausee in Canberra, der Hauptstadt Australiens. Er entstand 1963/1964, als der durch das Stadtzentrum fließende Molonglo River gestaut wurde. Der See ist nach dem amerikanischen Architekten Walter Burley Griffin benannt. Dieser hatte 1912 den von der australischen Bundesregierung organisierten Gestaltungswettbewerb für die neue Stadt Canberra gewonnen.
Griffin entwarf den See mit vielen geometrischen Motiven, sodass die Achsen seines Entwurfs mit natürlichen geographischen Landmarken in der Gegend in einer Linie ausgerichtet sind. Planänderungen durch Regierungsbehörden, die Weltwirtschaftskrise und der Zweite Weltkrieg führten dazu, dass die Planung erst in den 1950er Jahren wiederaufgenommen wurde. Nach politischen Auseinandersetzungen und der Erwägung anderer Varianten begannen die Arbeiten 1960 dank der politischen Unterstützung durch Premierminister Robert Menzies. Sie waren im September 1963 abgeschlossen, wegen einer vorübergehenden Dürreperiode wurde der Zielwasserstand des Sees erst im April 1964 erreicht. Die offizielle Einweihung fand am 17. Oktober 1964 statt.
Der vom 33 m hohen Scrivener-Damm gestaute See liegt annähernd im geographischen Zentrum der Stadt auf einer Höhe von 556 m ü. NN. Er ist Griffins Entwürfen entsprechend das Herzstück der Hauptstadt. Zahlreiche bedeutende Institutionen wie die National Gallery, das National Museum, die National Library, die Australian National University und der High Court of Australia befinden sich an den Ufern des Lake Burley Griffin oder, wie das Parliament House, eine kurze Distanz davon entfernt. Seine Umgebung, die hauptsächlich aus Parklandschaften besteht, ist vor allem in den wärmeren Monaten bei Freizeitnutzern sehr beliebt. Während Schwimmen im See selten ist, wird er für eine Vielzahl anderer Aktivitäten wie Rudern, Angeln und Segeln genutzt. Die Länge des Sees beträgt 11,0 km, die Breite bis zu 1,2 km, die durchschnittliche Tiefe vier Meter. Bei Trockenheit kann der Wasserstand durch das Ablassen von Wasser aus dem Googong-Damm am Queanbeyan River, einem Nebenfluss des Molonglo, aufrechterhalten werden.

## Merkmale

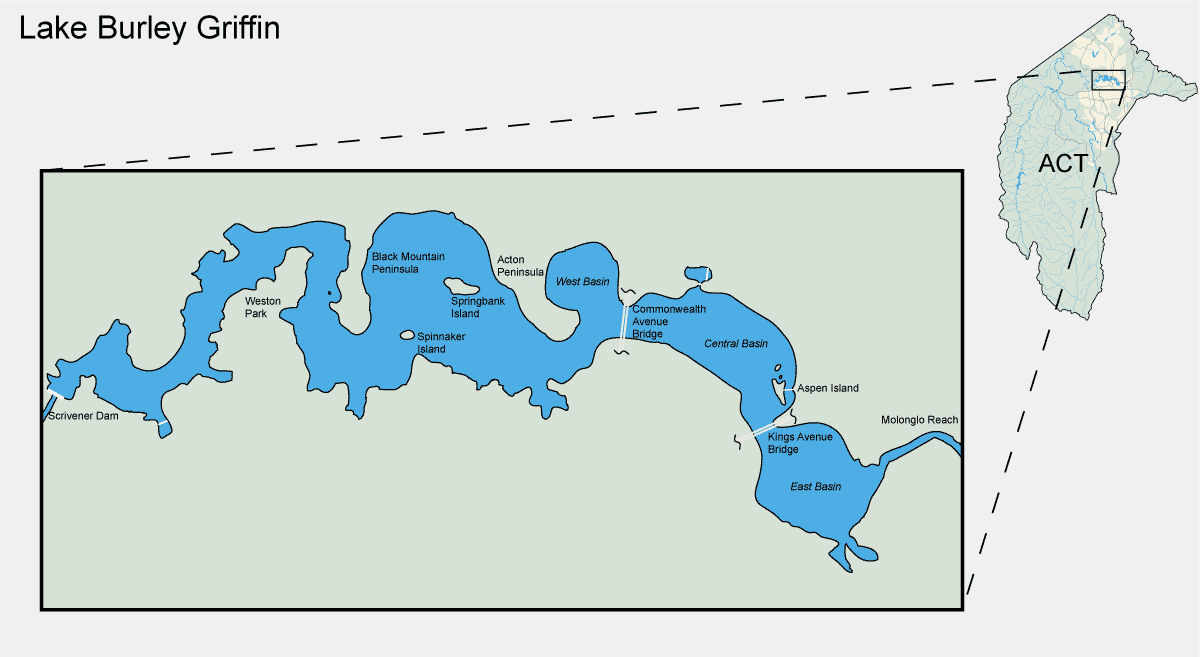
Karte des Lake Burley Griffin

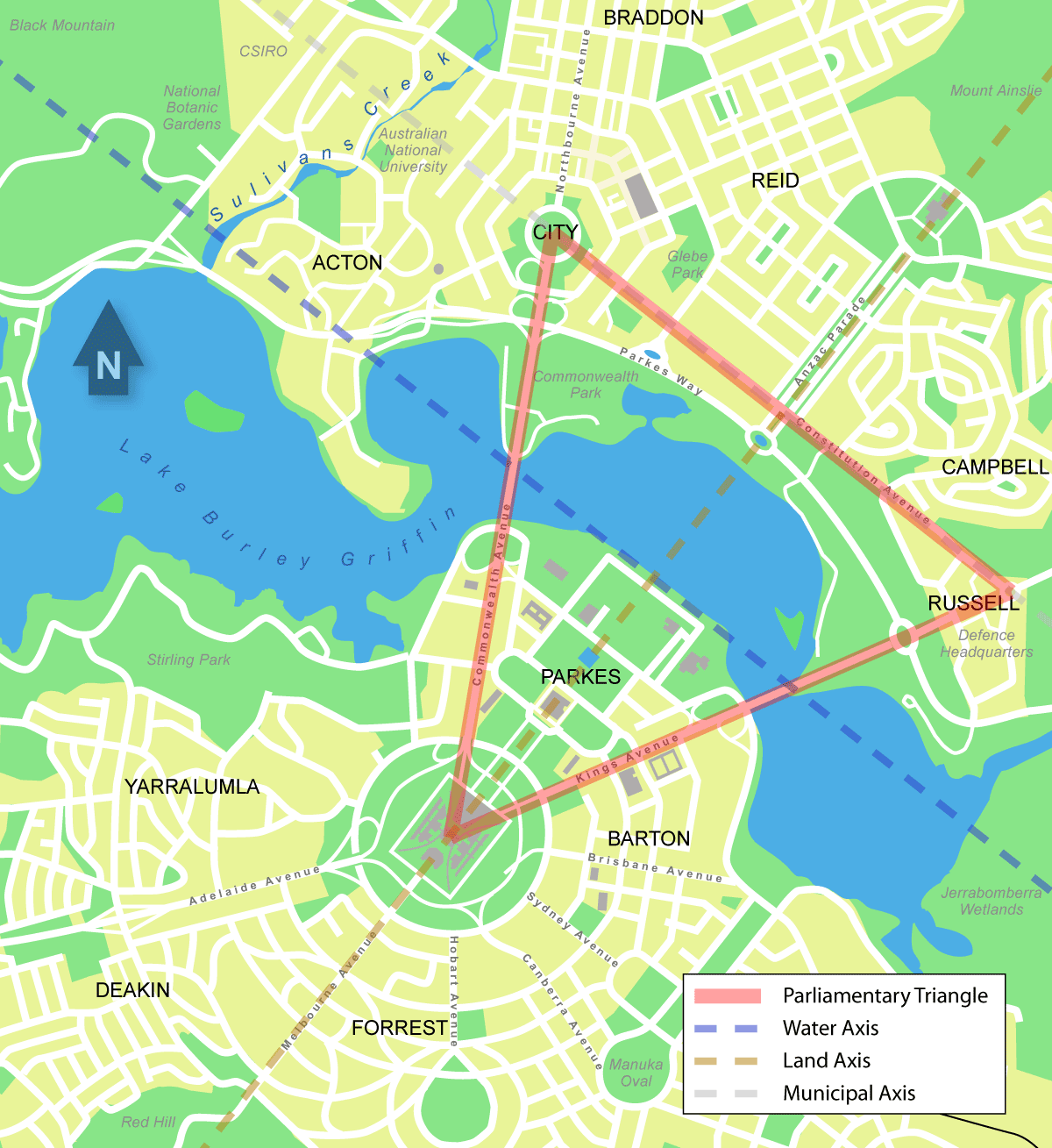
Karte des Stadtzentrums mit Parliamentary Triangle und Achsen

Östlichster Punkt des Lake Burley Griffin ist der Molonglo Reach im Stadtteil Fyshwick, wo der Molonglo River unmittelbar nördlich des unter Naturschutz stehenden Feuchtgebiets Jerrabomberra Wetlands Nature Reserve einmündet. Es folgen drei künstlich geschaffene Seebecken namens East Basin, Central Basin und West Basin. Das East Basin (Ostbecken) zwischen den Stadtteilen Russell im Norden sowie Kingston und Barton im Süden reicht bis zur ersten Brücke, der Kings Avenue Bridge. Das daran anschließende Central Basin (Zentralbecken) bildet das eigentliche Herzstück der Planhauptstadt Canberra und nimmt einen großen Teil des repräsentativen Parliamentary Triangle ein, in dem sich die meisten repräsentativen Gebäude der australischen Bundesregierung befinden – mit den Stadtteilen Reid im Norden und Parkes im Süden. An die Nordseite des Zentralbeckens angefügt ist der Nerang Pool, eine kleine Bucht. Die Commonwealth Avenue Bridge bildet die Begrenzung zum West Basin (Westbecken), dem kleinsten der drei Seebecken, der zwischen den Stadtteilen Acton im Norden und Yarralumla im Süden liegt.
Der See enthält 33 Millionen Kubikmeter Wasser bei einer Oberfläche von 6,64 km². Er ist 11 km lang, an seiner breitesten Stelle bis zu 1,2 km breit, hat eine Uferlänge von 40,5 km und einen mittleren Wasserstand von 556 m über dem Meeresspiegel. Der See ist relativ seicht: Die maximale Tiefe beträgt 17,6 m in der Nähe des Scrivener-Damms, die durchschnittliche Tiefe 4,0 m. Der seichteste Teil des Sees ist das East Basin mit einer durchschnittlichen Tiefe von 1,9 m. Die minimale Wassertiefe bei den Uferverbauungen liegt bei rund 50 cm; dort sind Felsen platziert, um das Wachstum von Wasserpflanzen zu hemmen.
Eine schmale Halbinsel, die Acton Peninsula, bildet die Begrenzung zum eher naturbelassenen Teil des Sees, der nicht durch Ausbaggern, sondern durch Überflutung der ursprünglichen Flussniederung entstand. Westlich davon erstreckt sich der ausgedehnte West Lake (Westsee) zwischen Yarralumla und dem Südhang des Black Mountain. Der See umgibt die weit hineinreichende Black Mountain Peninsula und strebt durch den Tarcoola Reach nach Norden. Er umrundet anschließend den Kurrajong Point und führt südwestwärts durch den Yarramundi Reach bis zum Scrivener-Staudamm.
Im Lake Burley Griffin gibt es sechs Inseln, drei unbenannte kleine und drei benannte größere. Von den größeren Inseln liegt Queen Elizabeth II Island im Central Basin, hinzu kommen Springbank Island und Spinnaker Island im West Lake. Queen Elizabeth II Island ist durch eine Fußgängerbrücke mit dem Festland verbunden und ist der Standort des National Carillon.

## Planungsgeschichte
1908 einigten sich beide Kammern des australischen Parlaments, nach mehrere Jahre dauernden politischen Auseinandersetzungen, auf das Dreieck zwischen Lake George, Yass und der kleinen Viehzüchtersiedlung Canberra im Murray County als Standort der neuen Bundeshauptstadt. Ein Jahr später empfahl der Vermesser Charles Scrivener in seinem Gutachten Canberra. Einer der Gründe für die Wahl dieses Ortes war die Möglichkeit, Wasser „für Zierzwecke zu angemessenen Kosten“ zu speichern. Seine Arbeit hatte gezeigt, dass die Topografie genutzt werden konnte, um durch Überflutung einen See zu schaffen. 1911 schrieb die Bundesregierung einen Wettbewerb für den Entwurf von Canberra aus und stellte Scriveners detaillierten Überblick über das Gebiet den konkurrierenden Architekten zur Verfügung. Der Molonglo River floss durch das vorgesehene Gelände, das ein Überschwemmungsgebiet war. Scriveners Plan zeigte in grauer Farbe eine Fläche, die eindeutig einen künstlichen See – ähnlich dem später geschaffenen – darstellt, und vier mögliche Standorte für einen Damm, um ihn zu stauen. Die meisten eingesandten Beiträge nahmen den Hinweis auf und enthielten künstliche Wasserkörper.

### Design von Walter Burley Griffin

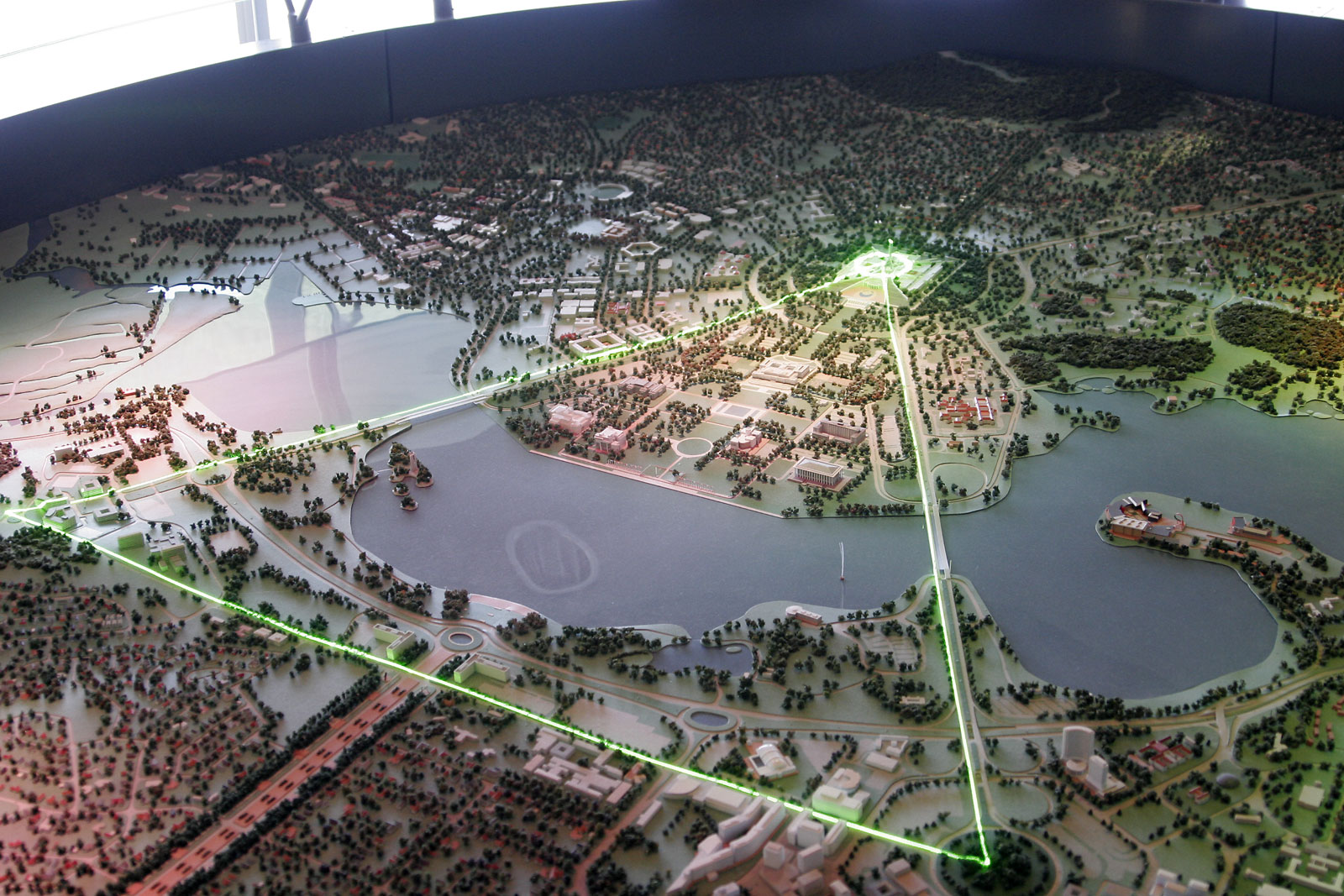
Modell des Parliamentary Triangle, wobei der See dem heutigen Aussehen und nicht Griffins Plan entspricht

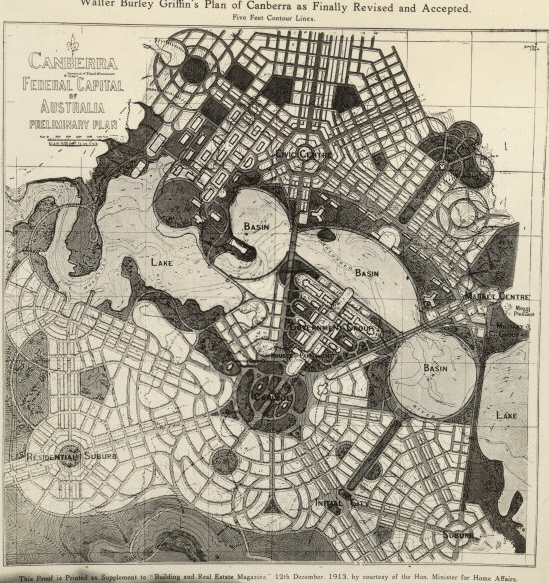
Griffins Hauptstadtentwurf

Der amerikanische Architekt Walter Burley Griffin gewann den Wettbewerb und wurde nach Australien eingeladen, um den Bau der neuen Hauptstadt zu beaufsichtigen, nachdem die Entscheidung der Jury von Innenminister King O’Malley ratifiziert worden war. Griffins Vorschlag, der eine Fülle von geometrischen Mustern aufwies, umfasste Straßen, die konzentrisch in sechseckigen und achteckigen Rastern von mehreren Radien ausgingen. Der von ihm geplante See befand sich im Herzen der Stadt und bestand aus einem zentralen Becken (Central Basin) in Form eines Kreissegments, einem West- und Ostbecken (West Basin bzw. East Basin), die beide annähernd kreisförmig waren, und daran angrenzend einem West- und Ostsee (West Lake bzw. East Lake), die viel größer und unregelmäßig geformt waren. Der East Lake sollte sechs Meter höher liegen als die übrigen Komponenten. Griffins Vorschlag war das größte eingereichte Projekt, das jedoch eine ansprechende Einfachheit und Klarheit aufwies.
Griffin hatte die Seen bewusst so gestaltet, dass ihre Ausrichtung mit verschiedenen topografischen Orientierungspunkten in Canberra in Beziehung steht. Der Verlauf erstreckt sich von Osten nach Westen und teilt die Stadt in zwei Hälften. Eine Landachse (land axis) zieht sich senkrecht zum Central Basin vom Capital Hill – dem künftigen Standort des neuen Parlamentsgebäudes – nordnordostwärts über den See und entlang der ANZAC Parade zum Australian War Memorial (wenn auch ursprünglich ein Kasino an der Stelle geplant war). Die Achse ist so gestaltet, dass das Kriegerdenkmal vom Capital Hill aus gesehen direkt am Fuße des Mount Ainslie steht. Am südwestlichen Ende der Landachse befindet sich der Bimberi Peak, die höchste Erhebung der Brindabella Range.

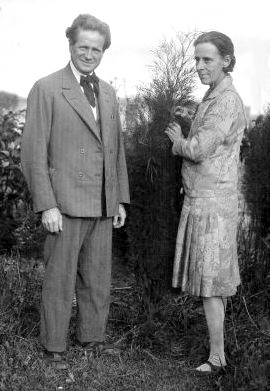
Der See ist nach Walter Burley Griffin (links) benannt; neben ihm seine Gattin Marion Mahony Griffin

Die Sehne des Kreissegments des Central Basin wird als Wasserachse (water axis) bezeichnet und erstreckt sich nach Nordwesten in Richtung Black Mountain. Eine parallel zur Wasserachse verlaufende Linie an der Nordseite der Stadt ist die „städtische Achse“ (municipal axis) und markiert den Verlauf der Constitution Avenue zwischen dem City Hill und dem Market Centre. Die Commonwealth Avenue und die Kings Avenue wiederum verlaufen vom Capital Hill aus zum City Hill bzw. zum Market Centre, was dem westlichen und östlichen Rand des Central Basin entspricht. Das von den drei Avenues umschlossene dreieckige Gebiet trägt die Bezeichnung Parliamentary Triangle und bildet das Herzstück von Griffins Arbeit.
Später war Charles Scrivener als Teil eines Designkomitees der Regierung für die Modifizierung des siegreichen Entwurfs verantwortlich. Er empfahl, die Form des Sees von streng geometrischen zu viel natürlicheren Formen mit einem einzigen Damm zu ändern, im Gegensatz zu Griffins Abfolge von Wehren. Griffin setzte sich für die Beibehaltung der reinen Geometrie ein und sagte, sie sei „eine raison d’être für die Ziergewässer“, konnte die Kommission aber nicht von seiner Meinung überzeugen. Das neue Seedesign enthielt Elemente aus mehreren der bestplatzierten Wettbewerbsbeiträge. Es behielt die drei Becken bei (East, Central und West), allerdings in einer entspannteren, weniger strengen Form. Griffin führte einen Briefwechsel mit der Regierung über den Plan und dessen Alternativen. Sie lud ihn nach Canberra ein, um die Angelegenheit vor Ort zu besprechen. Der Architekt traf im August 1913 ein und die Regierung ernannte ihn für die Dauer von drei Jahren zum Direktor für Design und Bau der Bundeshauptstadt.
Die Hauptstadtpläne erfuhren in den folgenden Jahren verschiedene Anpassungen, aber der Entwurf für den See basierte weiterhin weitgehend auf jenem des Komitees. 1926 ließ das Bundesparlament eine acht Jahre zuvor erstellte Variante im Amtsblatt publizieren, womit er rechtlich geschützt war. Griffin hatte ein angespanntes Arbeitsverhältnis mit den australischen Behörden und die Geldknappheit der Bundesregierung hatte zur Folge, dass bis zu seinem Wegzug im Jahr 1920 nur wenig an der Stadt gearbeitet worden war. In den 1920er Jahren gab es einen weiteren Vorschlag, der Aspekte des Hochwasserschutzes berücksichtigte und vorsah, den West Lake in ein Wasserband zu verwandeln. Der Owen-Peake Report von 1929 befand jedoch, dass der ursprüngliche Entwurf vom hydrologischen Standpunkt aus einwandfrei sei.

### Politische Streitigkeiten und Änderungen
Aufgrund der Weltwirtschaftskrise und des Zweiten Weltkriegs entwickelte sich die neue Hauptstadt nur langsam. Auch in den zehn Jahren nach Kriegsende gab es Kritik am Aussehen der Stadt, weil es noch immer jenem eines Dorfes ähnelte. Ebenso wurde die unorganisiert wirkende Ansammlung von Gebäuden als hässlich empfunden. Kritiker verspotteten Canberra als „mehrere Vororte auf der Suche nach einer Stadt“. Während dieser Zeit floss der Molonglo River weiterhin durch die Flussniederung, die nur einem kleinen Bruchteil der in Griffins Plan vorgesehenen Wassermenge enthielt. Das Stadtzentrum bestand hauptsächlich aus Ackerland mit kleinen Siedlungen – meist aus Holz, temporär und ad hoc – auf beiden Seiten. Es gab kaum Hinweise darauf, dass Canberra geplant worden war. Der Parliamentary Triangle bestand aus wenig mehr als einer Weide. Auf dem Weideland, das später zum West Lake werden sollte, befanden sich ein Golfplatz, eine Pferderennbahn und eine Sportanlage. Die Einwohner mussten das Vieh zuerst verscheuchen, bevor sie überhaupt Sport treiben konnten. Am Nordrand des geplanten Central Basin stand eine Müllhalde und seit Griffins Abreise drei Jahrzehnte zuvor waren keinerlei Erdarbeiten vorgenommen worden.
1950 strichen die Planer auf Anraten des National Capital Planning and Development Committee (NCPDC) den East Lake – die größte Komponente. Heute befinden sich dort der industriell geprägte Stadtteil Fyshwick und das Jerrabomberra Wetlands Nature Reserve. Das NCPDC gab als Begründung an, dass etwa 690 Hektar Ackerland unter Wasser gesetzt würden und der Molonglo River nicht genügend Wasser liefere, um den See gefüllt zu halten. 1953 entfernte das NCPDC auch den West Lake aus den Plänen und ersetzte ihn durch einen sich schlängelnden Wasserlauf, der 110 Meter breit war und etwa ein Fünftel des ursprünglichen Gebietes bedeckte. Da das NCPDC nur beratende Befugnisse hatte, schrieb man diese Änderung dem Einfluss hoher Beamter des Innenministeriums zu, die Griffins Plan für zu großspurig hielten. Die Befürworter eines bescheideneren Plans hielten ihn für wirtschaftlicher, da er 350 Hektar Land für Grundstückserschließungen freigab. Gemäß Ingenieurberichten, die ignoriert worden waren, hätte der abgespeckte Plan jedoch mehr gekostet und ein kompliziertes Gebilde von Dämmen erfordert, das in jedem Fall weniger gut in der Lage gewesen wäre, Überschwemmungen zu verhindern.

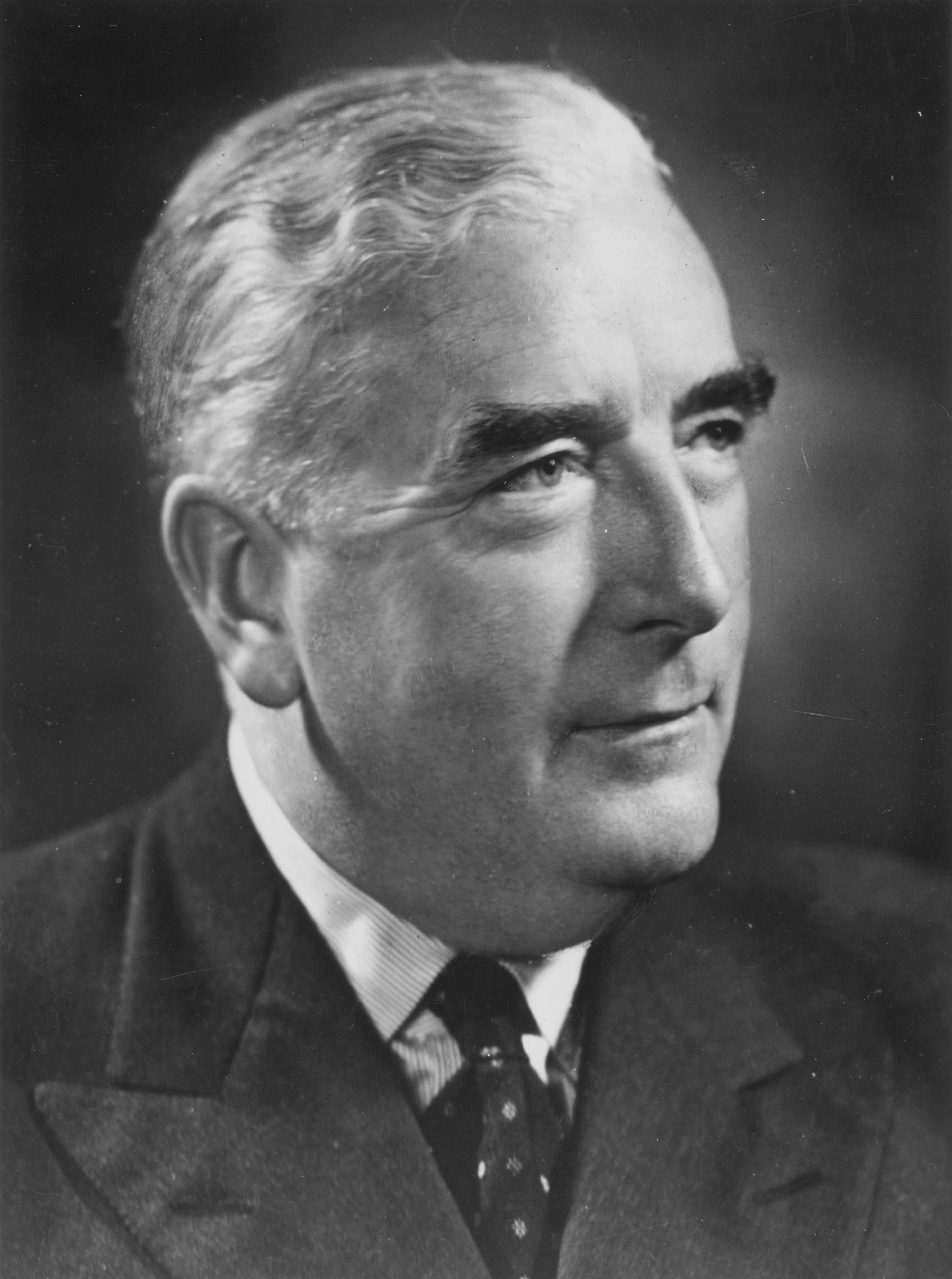
Premierminister Robert Menzies setzte sich für die Entwicklung des Lake Burley Griffin ein

Während der Konsultationsphase vor der Durchführung der Änderungen gab es zunächst wenig Widerstand gegen die Verringerung der Wasserfläche, verstärkte sich dann jedoch. Die Kritiker störten sich daran, dass der Änderungsprozess intransparent und hinterlistig gewesen sei. Einige Organisationen beklagten sich darüber, dass ihnen vor der Publikation der Änderung im Amtsblatt keine Gelegenheit gegeben worden sei, ihre Meinung zu äußern. Viele Politiker und der oberste Stadtplaner waren nicht informiert. Kritiker deuteten erbittert an, dass politisch einflussreiche Mitglieder des Royal Canberra Golf Club, dessen Golfplatz an der Stelle des geplanten West Lake lag, für die Konzeptänderung verantwortlich seien.
Der parlamentarische Ausschuss für öffentliche Arbeiten empfahl dem Parlament, den West Lake wieder in die Planung aufzunehmen. Nach einer Untersuchung Ende 1954 kam er zum Schluss: „Der West Lake ist wünschenswert und praktikabel. Er wurde vom Innenministerium aus dem Canberra-Plan gestrichen, ohne dass das NCPDC eine angemessene Untersuchung durchgeführt hat, und durch ein Wasserband ersetzt, das zusätzliche kapitalisierte Kosten von fast 3 Millionen verursacht. Der See sollte wieder in den Plan aufgenommen werden, und es wird empfohlen, so bald wie möglich die notwendigen Maßnahmen auf Ministerebene zu ergreifen.“ Premierminister Robert Menzies empfand den Zustand der Bundeshauptstadt als Peinlichkeit. Während er zunächst eine geringschätzende Haltung einnahm, begann er sich im Laufe der Zeit immer mehr für die Entwicklung des Sees einzusetzen. Er entließ zwei Minister, die mit der Stadtentwicklung betraut waren, da er der Meinung war, dass es ihrer Leistung an Intensität mangele.
Im Jahr 1958 nahm die neu geschaffene National Capital Development Commission (NCDC), die von Menzies nach einer Untersuchung des Senats von 1955 gegründet und mit mehr Befugnissen ausgestattet worden war, den West Lake wieder in die Pläne auf und veröffentlichte im Oktober 1959 sein geplantes Aussehen formell im Amtsblatt. Die NCDC blockierte auch einen Plan des Ministeriums für öffentliche Bauvorhaben, eine Brücke über den See entlang der Landachse zwischen dem Parlamentsgebäude und dem Australian War Memorial zu bauen, da dies nicht Griffins Vorstellungen entsprach. Ein Senatsausschuss beaufsichtigte die NCDC und der renommierte britische Architekt William Holford wurde hinzugezogen, um Griffins Pläne zu verfeinern. Er änderte die Geometrie des Central Basin, sodass es kein Kreissegment mehr war. Stattdessen wandelte er die südliche gerade Sehne in eine polygonale Form mit drei Seiten um und fügte am Nordufer den Nerang Pool hinzu. Das Ergebnis ähnelte dem modifizierten Entwurf, den Scrivener ein halbes Jahrhundert zuvor angefertigt hatte.

## Entstehung
Ebenfalls 1958 führten Ingenieure Studien über die hydrologischen und strukturellen Anforderungen durch, die für den Bau des Staudamms erforderlich waren. Weitere Studien wurden durchgeführt, um die Wasserqualität, die Verlandung, die klimatischen Auswirkungen und die Veränderung der Landqualität zu modellieren. Die Modellierung auf der Grundlage der Datenerhebung ergab, dass der Wasserspiegel im Falle einer Überschwemmung innerhalb eines Meters auf dem vorgesehenen Niveau von 556 m über dem Meeresspiegel gehalten werden konnte.
Die formelle Baugenehmigung lag im Februar 1959 vor. Auf dem Höhepunkt waren zwischen 400 und 500 Menschen an den Bauarbeiten beteiligt. John Overall, der Bevollmächtigte des NCDC, versprach Menzies, dass die Arbeiten innerhalb von vier Jahren abgeschlossen sein würden, was trotz der Skepsis des Premierministers gelang. Die erforderliche Ausrüstung stand rasch zur Verfügung.
Nachdem das politische Gerangel um den Entwurf beendet war, verstummte allmählich auch die Kritik an dem Vorhaben, zumal Menzies das „Gemotze“ von Seegegnern energisch anprangerte. Viele Kritiker hatten das Projekt als Geldverschwendung bezeichnet und gefordert, die finanziellen Mittel besser für unentbehrliche Dienstleistungen in ganz Australien zu verwenden. Weniger starke Bedenken gab es hinsichtlich der potenziell negativen Auswirkungen des Sees, wie zum Beispiel Stechmücken, ökologische Degeneration, Verlandung und die Möglichkeit, dass der See Nebel verursachen könnte. Diese Bedenken haben sich als unbegründet erwiesen.

### Seen, Inseln und Uferlandschaft

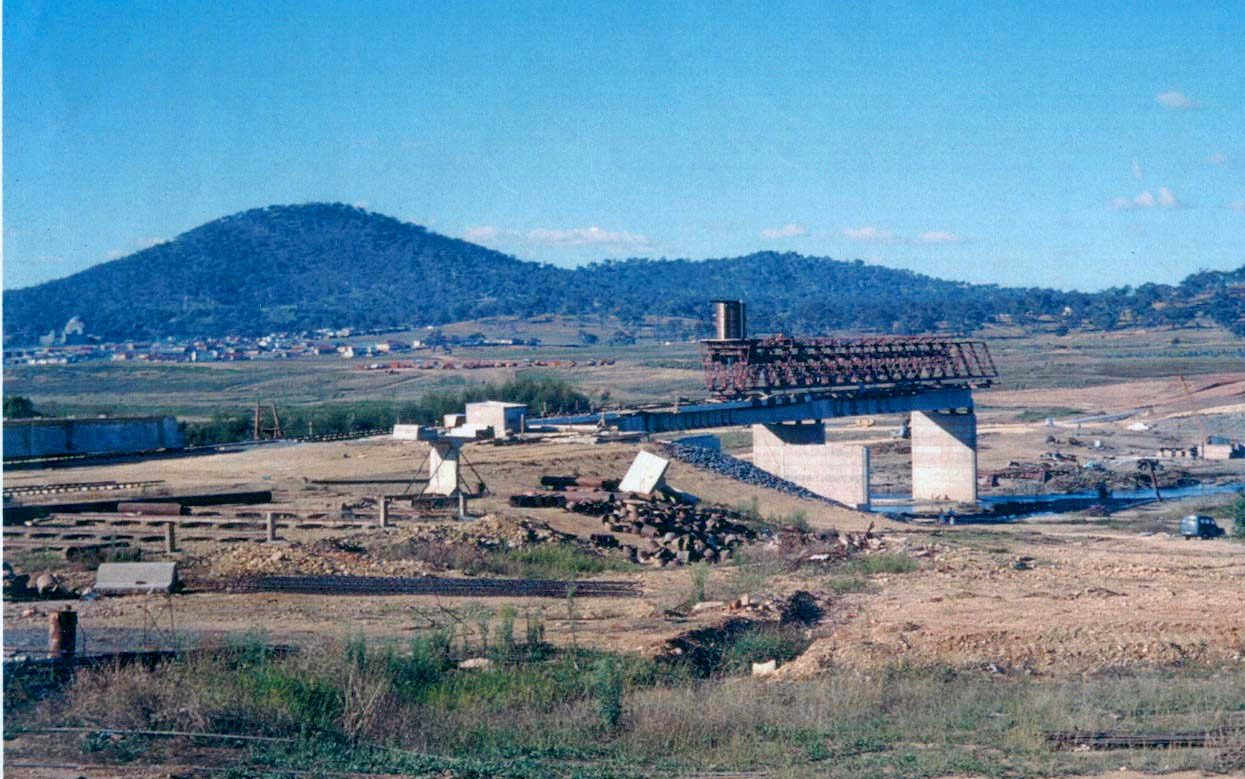
Bau der Kings-Avenue-Brücke, ganz links das Australian War Memorial (um 1961)

Der Aushub des Lake Burley Griffin begann 1960 mit dem Entfernen der Vegetation in der Flussniederung des Molonglo River. Die Bäume auf dem Golfplatz und dem Fluss entlang wurden gefällt, ebenso riss man die Sportanlagen und Gebäude ab. Während der Erdarbeiten hob man mindestens 382.000 Kubikmeter Mutterboden aus und sammelte ihn für die spätere Nutzung in zukünftigen öffentlichen Parks und Gärten, einschließlich des Commonwealth Park am Nordufer. Er wurde auch zur Schaffung der sechs künstlichen Inseln einschließlich Springbank Island verwendet. Diese Insel ist nach der ehemaligen Springbank-Farm benannt, die sich dort befand. Den Aushub, der bei der Errichtung eines Segelkurses bei Yarralumla anfiel, verwendete man für die thematisch benannte Spinnaker Island im Norden. Steine, die neben der Kings Avenue Bridge ausgegraben worden waren, wurden zum östlichen Rand des Central Basin bei Aspen Island bewegt.
Die Verantwortlichen achteten darauf, den gesamten Seeboden bis zu einer Tiefe von mindestens zwei Metern auszuheben, um genügend Freiraum für Bootskiele zu schaffen. Als weiteren Grund gaben sie an, dass in einer solchen Tiefe weder Stechmücken brüten noch Unkraut wächst. Im Einzugsgebiet starteten sie ein Bodenschutzprogramm und installierten Geschiebefallen, um den Erdverlust zu minimieren. Die Fallen sind seither als Sand- und Kiesquelle für Baustellen genutzt worden. Um den Verlust von Grundwasser unter dem See zu verhindern, setzte man Entwässerungsteppiche ein.
In der darauf folgenden Arbeitsphase errichteten die Arbeiter vier Arten von Seerändern. Auf der Südseite der Central Basin fertigten sie niedrige Stützmauern aus Stahlbeton, auf der Ostseite in der Nähe des Commonwealth Park sowie in weiten Teilen des East Basin schufen sie eine abgedichtete Felswand. Sie legten Sand- und Kiesstrände an, um Freizeitaktivitäten am Seeufer zu ermöglichen. Diese sind vor allem in der westlichen Hälfte des Seenkomplexes zu finden. Zur Stabilisierung schufen die Arbeiter Felsvorsprünge und bepflanzten sie mit Wasservegetation. Diese Methode ist insbesondere im West Lake bei Yarralumla ersichtlich. Das Bauunternehmen von William Holford war für die Gestaltung der Uferlandschaft verantwortlich und pflanzte über 55.000 Bäume nach einem detaillierten Plan, bevorzugt Eukalypten.

### Brücken

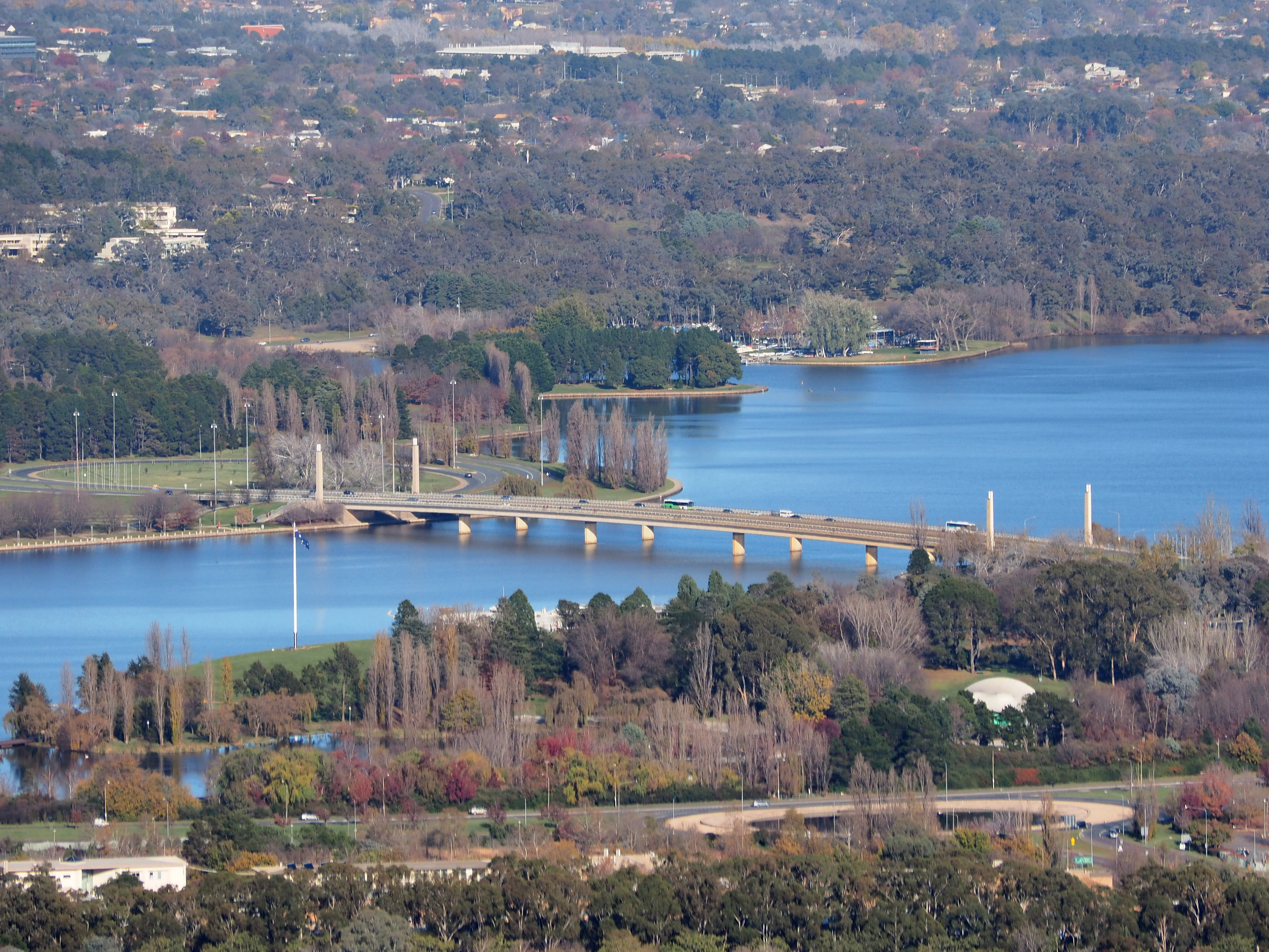
Commonwealth Avenue Bridge, vom Mount Ainslie aus gesehen

Der Lake Burley Griffin kann an drei Stellen überquert werden: auf der Commonwealth Avenue Bridge (310 m), auf der Kings Avenue Bridge (270 m) und auf der Straße über den Scrivener-Damm. Beide Brücken waren vor dem Auffüllen des Sees erbaut worden und ersetzten Holzkonstruktionen. Sowohl für die Kings Avenue Bridge als auch für die Commonwealth Avenue Bridge fanden Ende 1959 und Anfang 1960 Standorttests statt. Der Bau der ersteren begann 1960, der Bau der letzteren im darauf folgenden Jahr. Die Bauherren profitierten davon, dass Canberra damals eine Dürreperiode erlebte und der Boden deshalb während der Bauarbeiten trocken blieb. Beide Brücken bestehen aus Spannbeton, verstärkt mit rostfreien Stahlseilen.
Die Commonwealth Avenue Bridge besitzt drei Fahrspuren in jeder Richtung, die Kings Avenue Bridge je zwei. Anstelle der traditionellen Beleuchtung mit Lampenmasten wird die Kings Avenue Bridge von Beginn an durch eine Reihe von Leuchtstoffröhren an den Handläufen beleuchtet – ein Konzept, das als „integrale Beleuchtung“ bezeichnet wird. Das Design erwies sich als Erfolg, weshalb es auch bei der Commonwealth Avenue Bridge eingeführt wurde. Die amerikanische Illuminating Engineering Society zeichnete beide Bauwerke aus. Die Eröffnung der Kings Avenue Bridge fand am 10. März 1962 statt. Premierminister Menzies schloss eine zeremonielle Kette auf, bevor die Autokolonne und der Festzug die Brücke vor einer großen Menschenmenge den See überquerte. Die Eröffnung der Commonwealth Avenue Bridge erfolgte 1963 ohne offizielle Zeremonie. Menzies nannte sie „das schönste Bauwerk der Hauptstadt“.

### Scrivener-Damm

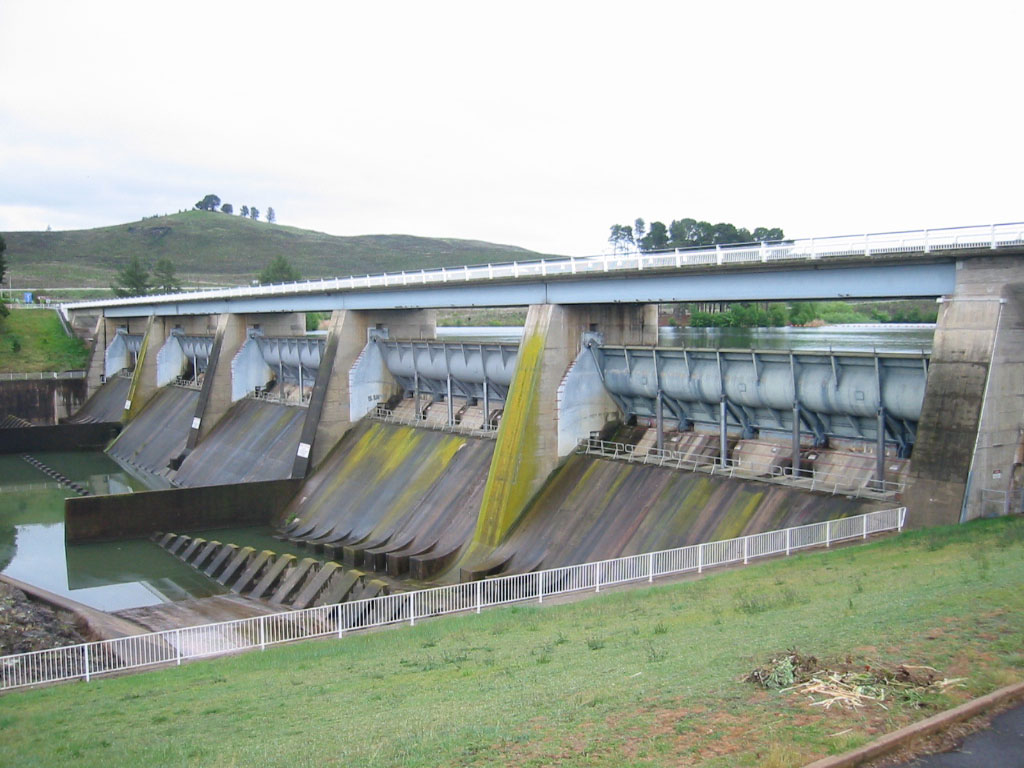
Scrivener-Damm

Der Scrivener-Damm (englisch Scrivener Dam) steht in der Nähe des Government House, dem Amtssitz des Generalgouverneurs. Benannt ist er nach dem Vermesser Charles Scrivener, dessen Arbeit als Grundlage für die Bestimmung des Standortes der Hauptstadt Canberra diente. Entworfen und erbaut wurde der Damm durch das westdeutsche Unternehmen Rheinstahl Union Brückenbau. Es gelangten modernste Nachspanntechniken zur Anwendung, um mit allen Problemen oder Bewegungen im Flussbett fertig zu werden. Erforderlich war dies aufgrund des Quarzporphyrs und der geologischen Verwerfungen, auf denen der Damm steht. Für den Bau waren etwa 55.000 Kubikmeter Beton erforderlich. Der Damm ist 33 m hoch und 319 m lang, mit einer maximalen Wandstärke von 19,7 m. Er ist für ein einmal in 5000 Jahren auftretendes Hochwasserereignis ausgelegt. Die Bauarbeiten begannen im September 1960 und waren drei Jahre später abgeschlossen.
Der Damm verfügt über fünf Abflüsse, die durch hydraulisch betätigte Fischbauchklappen von 30,5 m Breite gesteuert werden. Die Klappen ermöglichen eine präzise Kontrolle des Wasserstandes und reduzieren die Totzone an den Ufern zwischen Hoch- und Niedrigwasserstand. In der Geschichte des Staudamms waren sie nur einmal alle gleichzeitig geöffnet, während schwerer Überschwemmungen im Jahr 1976. Sie halten zwei Drittel des Volumens des Stausees zurück und sind so konzipiert, dass das Geschiebe leicht aus dem See abfließen kann. Der Damm ermöglicht einen Durchfluss von 5600 m³ pro Sekunde, kann aber bis zu 8600 m³ pro Sekunde bewältigen, bevor „katastrophale Schäden“ entstehen. Ein Durchfluss von 2830 m³/s kann ohne wesentliche Veränderung des Wasserspiegels bewältigt werden. Der höchste registrierte Abfluss im Molonglo River vor dem Bau des Stausees betrug 3400 m³/s während eines Hochwassers.
Auf der Staumauer verläuft der Lady Denman Drive. Er besteht aus einer Fahrbahn und einem Radweg und ermöglicht es den Bewohnern im Westen Canberras, den See zu überqueren. Dies war möglich, weil die Klappen des Staudamms durch Hochschieben von unten geschlossen werden – im Gegensatz zu den meisten früheren Entwürfen, bei denen die Tore von oben hätten angehoben werden müssen.

### Seefüllung
Eine lang anhaltende Dürre fiel mit den Arbeiten am See zusammen und erleichterte diese. Am 20. September 1963 schloss Innenminister Gordon Freeth die Klappen des Staudamms; Premierminister Menzies fehlte aus gesundheitlichen Gründen. Nach sieben Monaten war noch immer kein Regen in Sicht, mit Stechmücken verseuchte Tümpel waren das einzige sichtbare Zeichen der Seefüllung. Heftige Regenschauer sorgten dann dafür, dass sich der See innerhalb weniger Wochen füllte. Der geplante Wasserstand war am 29. April 1964 erreicht. Am 17. Oktober 1964 gedachte Menzies mit einer von Feuerwerk begleiteten Eröffnungszeremonie und vor der Kulisse von Segelbooten der Auffüllung des Sees. Nach fünf Jahrzehnten war der Lake Burley Griffin endlich Wirklichkeit geworden, die Kosten betrugen 5.039.050 australische Dollar. Freeth bemerkte dazu, dass Menzies „in einem materiellen Sinne der Vater des Sees“ gewesen sei und dass der See nach ihm benannt werden sollte. Menzies wiederum lehnte dies ab und schlug stattdessen vor, den See nach Walter Burley Griffin zu benennen.
In Zeiten schwerer Dürre kann der Wasserspiegel des Sees zu tief sinken, sodass die Gefahr der Ausbreitung von Stechmücken besteht. In diesem Falle kann Wasser vom flussaufwärts gelegenen Googong-Damm abgelassen werden, um den Wasserspiegel wieder auszugleichen. Der 1979 fertiggestellte Damm liegt am Queanbeyan River, einem Nebenfluss des Molonglo River. Neben dem Cotter-Damm und dem Corin-Damm deckt er den Wasserversorgungsbedarf der Region um Canberra und Queanbeyan. Seine Kapazität beträgt 124,5 Millionen Kubikmeter.

## Weitere Entwicklung

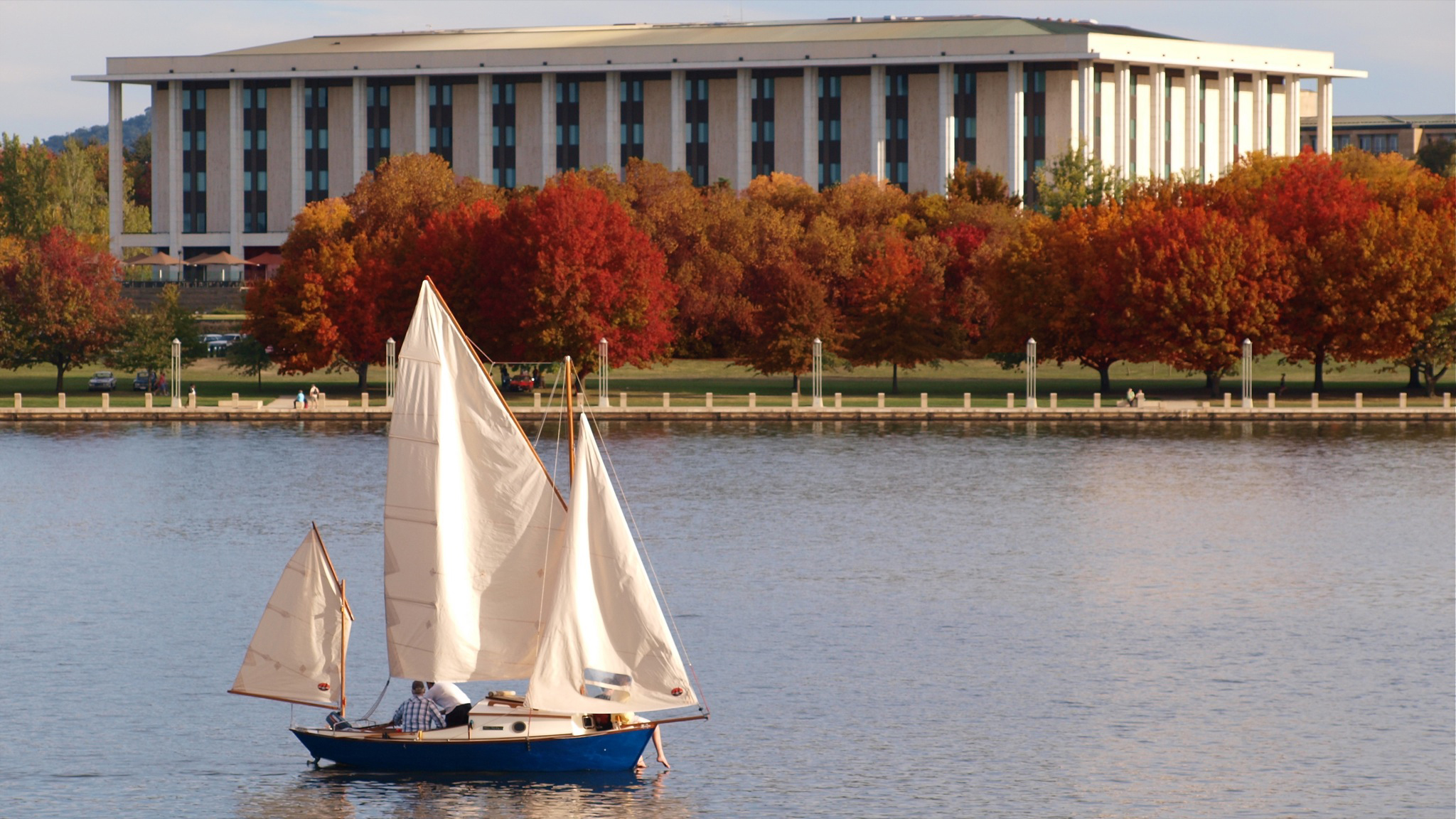
Herbstliche Ansicht der National Library vom See aus

Griffins Entwurf machte den See zum Mittelpunkt der Stadt. In den vier Jahrzehnten seit dem Bau kamen verschiedene Gebäude von nationaler Bedeutung hinzu. Gemäß dem Konzept der Regierung „ist der See für sich allein betrachtet nicht nur eines der Herzstücke von Canberra, sondern bildet den unmittelbaren Vordergrund des nationalen Parlamentsbereichs“. Durch die Schaffung des Sees erhielten auch viele Institutionen, die zuvor von Land umgeben waren, eine dem Ufer zugewandte Seite. Das Royal Canberra Hospital befand sich bis zu seinem Abriss im Jahr 1997 auf der neu entstandenen Acton Peninsula. Das Government House, das historische Blundells Cottage aus den 1860er Jahren und der Campus der Australian National University erhielten ebenfalls eine Uferseite.

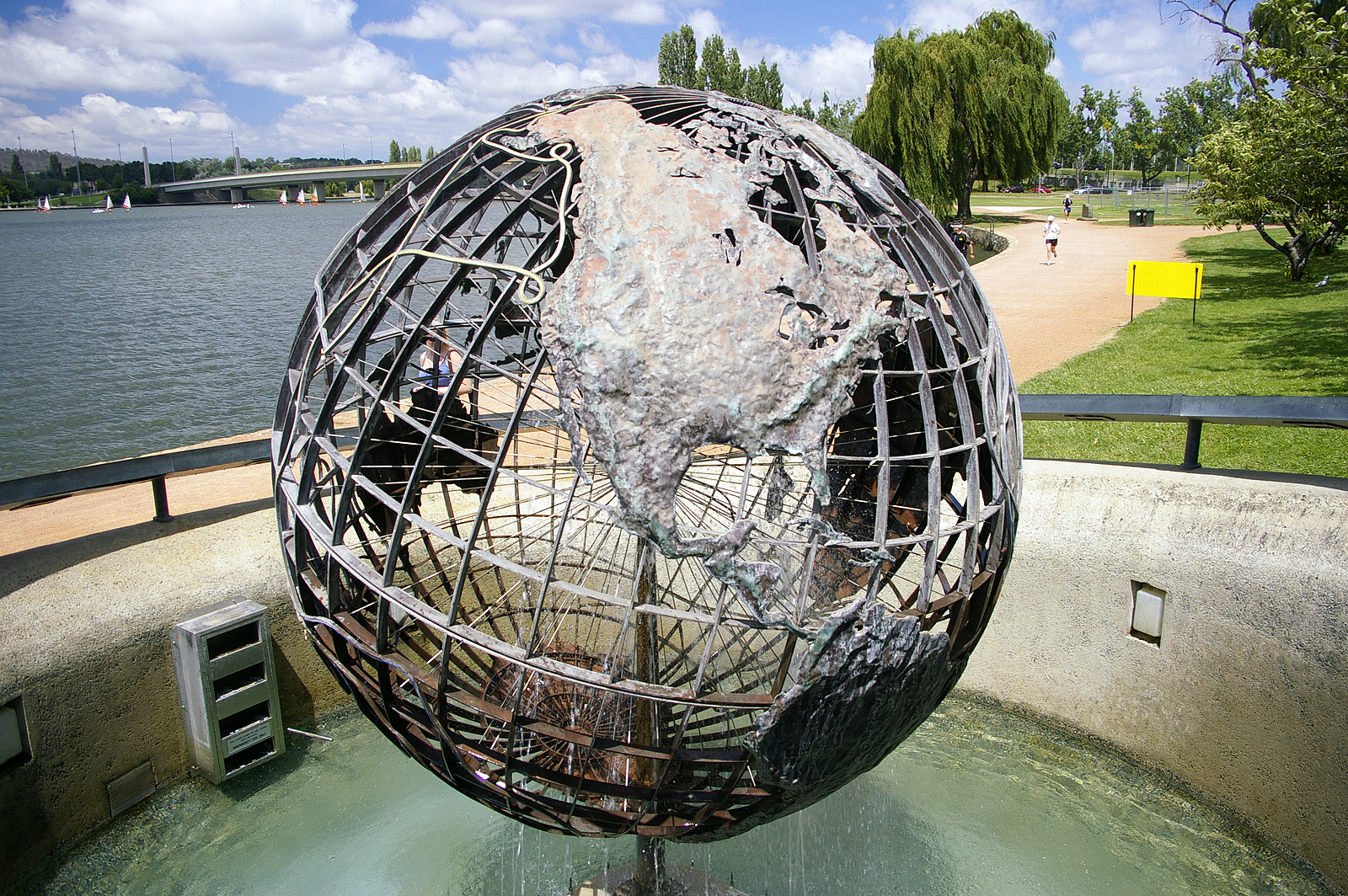
Captain James Cook Memorial

Im Jahr 1970 wurden am Central Basin zwei Touristenattraktionen hinzugefügt. Das Captain James Cook Memorial entstand zum Gedenken an den zweihundertsten Jahrestag der ersten Sichtung der Ostküste Australiens durch James Cook. Es umfasst einen Wasserstrahlbrunnen im See (nach dem Vorbild des Jet d’eau in Genf) und eine Kugelskulptur am Regatta Point, welche die Wege von Cooks Expeditionen darstellt. Am 25. April 1970 weihte Königin Elisabeth II. das Monument offiziell ein. Im Rahmen derselben Zeremonie eröffnete sie auch das National Carillon auf Aspen Island, ein aus 53 Glocken bestehendes Turm-Glockenspiel, das von der britischen Regierung zum Gedenken des 50-jährigen Bestehens der Stadt gestiftet worden war.
Mit der Fertigstellung des Central Basin stand ein Wasserweg zwischen dem Parlamentsgebäude und dem Australian War Memorial zur Verfügung, entlang der Landachse entstand ein landschaftlich gestalteter Boulevard. Von Ende der 1960er Jahre bis zu den frühen 1980er Jahren wurden entlang der Landachse verschiedene Gebäude von nationaler Bedeutung errichtet. Die National Library of Australia an der Westseite der Achse öffnete ihre Tore im April 1968. Die Bauarbeiten an den Gebäuden des High Court of Australia und der National Gallery of Australia an der Ostseite begannen in den späten 1970er Jahren und waren im Mai 1980 bzw. im Oktober 1982 abgeschlossen. Das neue Gebäude des National Museum of Australia entstand 2001 auf der Acton Peninsula am Standort des früheren Royal Canberra Hospital.
Zu Beginn des 21. Jahrhunderts erfuhr die Gestalt des Sees zum ersten Mal eine erhebliche Änderung, als im Stadtteil Kingston am Südufer des East Basin mehr als hundert Luxus-Appartements entstanden. Nach einem Streit über die Umweltauswirkungen des Projekts begannen 2007 die Bauarbeiten in der einst industriell genutzten Uferzone dieses Stadtteils. Diese umfassten unter anderem die Rückgewinnung von Land, um einen Jachthafen errichten zu können. Das nebenan stehende Kingston Powerhouse, das 1915 erbaute erste Kraftwerk Canberras, wandelte sich ebenfalls 2007 in eine Kunstgalerie mit Glaserwerkstatt.

## Erholung und Freizeitaktivitäten

### Parkanlagen

Commonwealth Park

Die Umgebung des Lake Burley Griffin ist ein beliebtes Naherholungsgebiet. Entlang dem größten Teil der Uferlinie gibt es öffentliche Parks, die mit kostenlosen elektrischen Grillstellen, eingezäunten Schwimmbereichen, Picknicktischen und Toiletten ausgerüstet sind. Die Parklandschaften machen einen bedeutenden Teil der Fläche rund um den See aus und sind insgesamt 314 Hektar groß. Zu den öffentlich zugänglichen Anlagen gehören der Commonwealth Park, der Weston Park, der Kings Park, der Grenville Park, die Lennox Gardens und der Commonwealth Place. Der Commonwealth Park ist ein Zentrum der Gartenbaukunst und Austragungsort zahlreicher Veranstaltungen wie zum Beispiel der Floriade. Das größte Blumenfestival Australiens findet jedes Jahr im Frühling statt. Es dauert jeweils rund einen Monat und zieht mehr als 300.000 Besucher an.
Der im Westen gelegene Weston Park ist für seine Wälder und Nadelbäume bekannt, die mit Eukalypten bewachsene Black Mountain Peninsula als beliebte Stelle für Picknicks. Hingegen werden der Grevillea Park und der Bowen Park in der Regel wenig genutzt. Aufgrund der Vielzahl von Stränden, Bootsrampen und Anlegestegen ist der West Lake das von Schwimmern und Booten am meisten genutzte Gebiet. Ein Radweg umgibt ebenfalls den See; weitere beliebte Freizeitaktivitäten sind Reiten, Wandern und Joggen. In der Silvesternacht wird oft ein Feuerwerk über dem See abgehalten, seit 1989 findet im März eine große Feuerwerkshow namens Skyfire statt.

### Wassersport

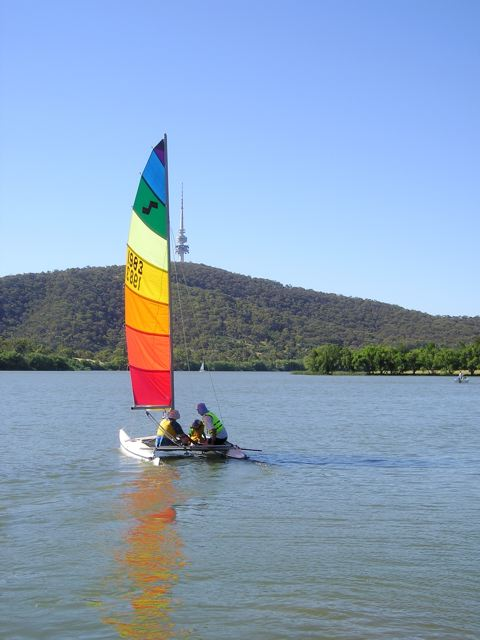
Segelboot auf dem See, hinten der Black Mountain Tower

Der Lake Burley Griffin dient nicht nur zur Zierde, sondern wird auch für viele Freizeitaktivitäten genutzt. Beliebt sind Kanufahren, Rudern, Segeln, Windsurfen, Tretbootfahren und Drachenbootfahren. 1964 fanden hier die australischen Rudermeisterschaften statt, doch die starken Winde hielten die Organisatoren von der Austragung weiterer Rennen ab. Schwimmen stößt nicht auf besonders viel Interesse. Die Möglichkeiten dazu sind mit der Zeit zunehmend eingeschränkt worden, da der See aufgrund von Bedenken hinsichtlich der Wasserqualität immer häufiger gesperrt werden musste. Ebenso hält die vergleichsweise kühle Wassertemperatur viele Schwimmer fern. Gleichwohl wird der See im Sommer als Schwimmstrecke mehrerer Triathlon- und Aquathlon-Veranstaltungen genutzt.
Im Allgemeinen ist die Benutzung von Motorbooten auf dem See nicht erlaubt. Die National Capital Authority erteilt Ausnahmegenehmigungen für Rettungseinsätze und Ausbildungsfahrten, für kommerzielle Zwecke oder für besondere Interessen (beispielsweise für historische Dampfboote). Der Molonglo Reach, ein Abschnitt des Molonglo River kurz vor dessen Einmündung ins East Basin, ist für Wasserskifahren reserviert. In diesem begrenzten Gebiet darf aus Umweltschutzgründen nicht mehr als ein Motorboot eingesetzt werden.

### Sicherheit
Der See wird von der Wasserpolizei der Australian Federal Police patrouilliert. Sie leistet den Nutzern des Sees Beistand, indem sie bei der Bergung von Booten hilft und beschädigte Boote ans Ufer schleppt. Aus Sicherheitsgründen gibt es an den meisten Badestellen rund um den See eingezäunte Schwimmbereiche. In den beliebteren Bereichen stehen auch Sicherheitsspinde mit Rettungsringen und Notfalltelefonen zur Verfügung. Zwischen 1962 und 1991 starben sieben Menschen durch Ertrinken.
Aus Gründen der Sicherheit und der Wasserqualität ist der See in verschiedene Zonen für unterschiedliche Aktivitäten eingeteilt. Das östliche Ende ist für primäre Wasserkontaktaktivitäten wie Schwimmen und Wasserskifahren abgegrenzt. Das East Basin und das Central Basin, die näher an besiedelten Gebieten liegen, sind für sekundäre Wasserkontaktsportarten wie Segeln oder Rudern vorgesehen. Der West Lake und der Tarcoola Reach, der das Gebiet zwischen Commonwealth Avenue und Kurrajong Point umfasst, ist das primäre Erholungsgebiet des Sees, wo sowohl primäre als auch sekundäre Wasserkontaktsportarten erlaubt sind. Der Yarramundi Reach in der Nähe des Scrivener-Damms verfügt über eine markierte Ruderregattastrecke und ist als sekundäres Gebiet eingestuft, obwohl auch primäre Aktivitäten erlaubt sind.

## Umweltfragen

### Wasserqualität

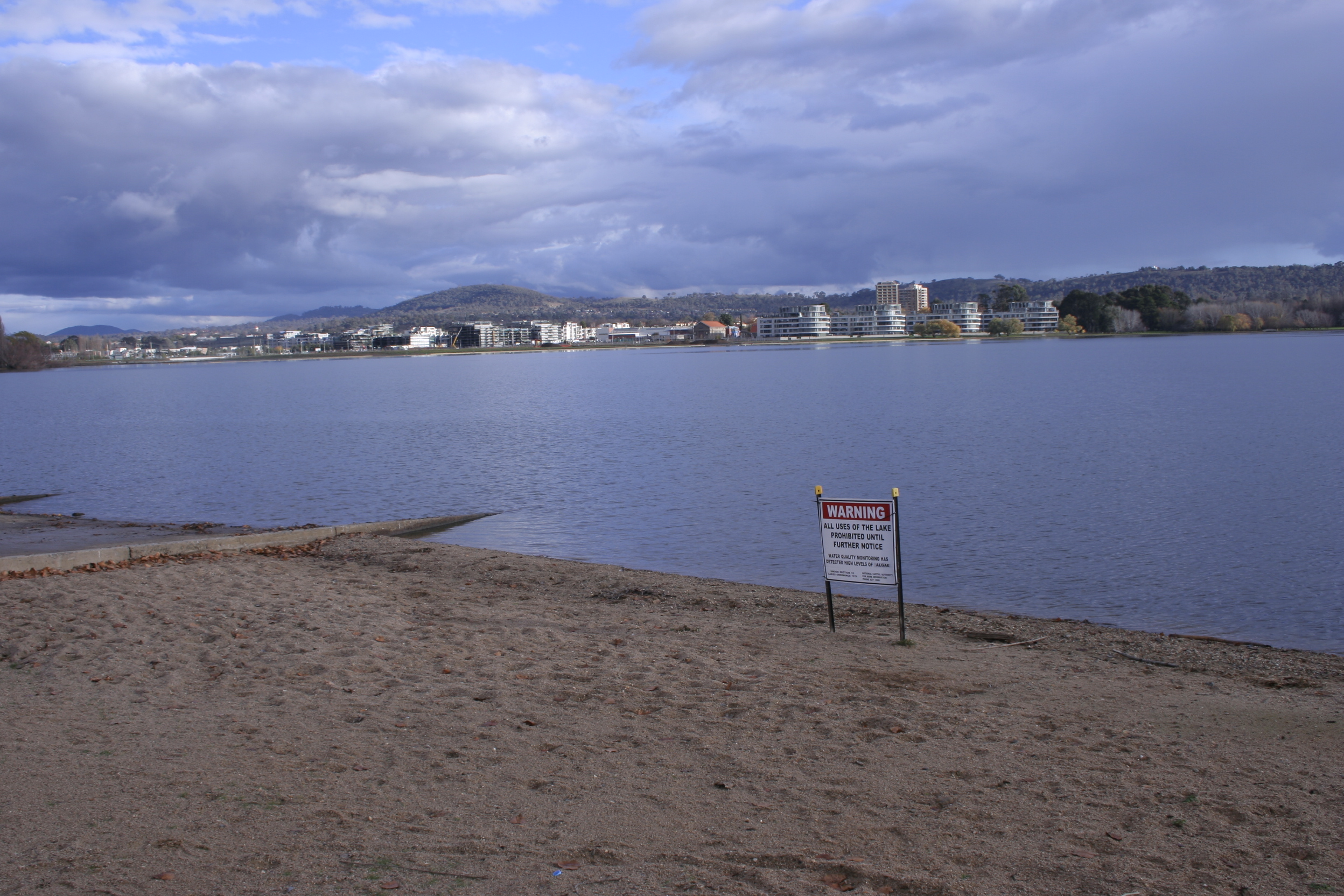
Bekanntmachung einer Seesperrung (Juni 2009)

Giftige Blaualgenblüten treten im See relativ häufig auf. Warnungen vor dem Kontakt mit dem Wasser werden ausgelöst, wenn eine Algenblüte entdeckt wird. Es wird versucht, die Menge der in den See gelangenden Phosphate zu begrenzen – in der Hoffnung, die Wasserqualität zu verbessern. Blaualgen produzieren Toxine, die für Menschen und alle Tiere, die mit dem verseuchten Wasser in Kontakt kommen, schädlich sein können. Es gab mehrere Fälle, in denen Hunde nach dem Spielen im See und dem Trinken des Wassers betroffen waren.
Das Wasser erscheint aufgrund einer hohen Turbidität trüb, was jedoch in der Regel kein Gesundheitsrisiko darstellt. Die durch Wind verursachte Trübung verhindert jedoch eine photosynthetische Stabilisierung. Verschlickung wird nicht als großes Problem angesehen und ist nur im East Basin ein Faktor, Ausbaggern ist nicht erforderlich. Das Problem hat sich mit dem Bau des Googong-Staudamms entspannt und die Gefahr der Verschmutzung durch Schwermetalle hat sich verringert, teilweise aufgrund der Schließung einiger Bleiminen flussaufwärts. Allerdings verursachen Auslaugung und Grundwasseraustritt immer noch eine gewisse Verschmutzung. Müll-, Öl- und Sedimentabscheider wurden an den Zuflüssen in den See aufgestellt, um die Verschmutzung zu minimieren.
Im Jahr 2012 bildeten die Regierung des Australian Capital Territory, die National Capital Authority, die Stadtverwaltungen von Queanbeyan und Palerang (beide in New South Wales) sowie das Versorgungsunternehmen ACTEW eine Arbeitsgruppe. Das Ziel ist es, bis 2030 die Wasserqualität im See und in seinem Einzugsgebiet durch zahlreiche koordinierte Einzelmaßnahmen weiter zu verbessern und die Algenbildung deutlich zu verringern.

### Wasserlebewesen und Fischerei
Das Angeln im See ist ziemlich beliebt. Die am häufigsten gefangene Art ist der illegal eingeführte Karpfen. Jährlich wird ein Monitoring zur Bestimmung der Fischpopulationen durchgeführt. Fast ebenso häufig sind die eingeführten Rotbarsche. Es gibt auch eine Reihe weniger verbreiteter Arten, die den See bevölkern, darunter der einheimische Murray-Dorsch, die Klunzinger-Schläfergrundel und der Australische Goldbarsch sowie eingeführte Goldfische, Gambusen, Regenbogenforellen und Forellen.
Der See ist jährlich mit einer Vielzahl eingeführter und einheimischer Arten bestückt worden, seit 1981 wurden über eine halbe Million Fische ausgesetzt. Seit der Auffüllung des Sees haben sich die Fischbestände und die Besatzpraktiken stark verändert. Durch den regelmäßigen Besatz seit Anfang der 1980er Jahre konnten wieder angemessene Bestände an Goldbarsch und Murray-Dorsch aufgebaut werden. Dies sind Fischarten, die vor dem Bau des Sees im Molonglo River heimisch waren, aber in der ersten Hälfte des 20. Jahrhunderts durch die Verschmutzung des Flusses infolge des Bergbaus verloren gingen. Der Hauptgrund für den Besatz ist die Förderung der Fischbestände entlang dem Molonglo River, die durch Überfischung, eingeschleppte Arten und die Zerstörung von Lebensräumen dezimiert wurden. Eines der Motive für die Anhebung des Bestands an Murray-Dorsch und Goldbarsch ist der Ausgleich des Ökosystems, indem sie als einheimische Raubfische für andere Fische eingesetzt werden.
Einheimische Silberbarsche und eingeführte Bachforellen sind 1981–83 bzw. 1987–89 ausgesetzt worden, seither aber nicht mehr. Das Aussetzen von Silberbarschen führte zu fast keinen Fängen. Eingeführte Regenbogenforellen wurden sporadisch, etwa einmal pro Jahrzehnt, ausgesetzt, aber seit 2004 aufgrund zu niedriger Überlebensraten ebenfalls nicht mehr. Einem Regierungsbericht zufolge ist der Grund für die niedrige Überlebensrate unbekannt, aber die Dominanz der Karpfen im Wettbewerb um Nahrung ist eine der gängigen Theorien. Wahrscheinlicher sind jedoch die eutrophierende Natur und die für diese Art hohen Wassertemperaturen im Sommer. Goldbarsch und Murray-Dorsch machen etwa vier Fünftel der freigelassenen Fische aus und sind seit 2014 die einzigen Arten, die ausgesetzt werden.
Rund um den See sind verschiedene Wasservogelarten heimisch geworden, insbesondere im Jerrabomberra Wetlands Nature Reserve. Dazu gehören die Augenbrauenente, die Tasmanmoorente, die Australente, die Kräuselscharbe, der Australische Zwergtaucher, der Australrohrsänger, das Blässhuhn, die Japanbekassine, die Mähnenente, der Maskenkiebitz, das Papua-Teichhuhn, das Purpurhuhn, der Schwarzstirn-Regenpfeifer und die Silberkopfmöwe. Für die Artenvielfalt im und um den See setzen sich neben der National Capital Authority auch die privaten Organisationen Lake Burley Griffin Guardians und Molonglo Catchment Group ein.